# ديلاوار
ديلاوار (1979 – 10 ديسمبر 2002), هو سائق سيارة أجرة أفغاني سائق تم تعذيبه حتى الموت من قبل جنود الجيش الأمريكي في قاعدة بغرام التابعة للولايات المتحدة في أفغانستان.
وصل ديلاوار إلى المعتقل في  قاعدة بغرام في 5 ديسمبر 2002، ومات بعد 5 أيام. وفاته كانت موضوعًا رئيسيًا في تحقيقات الانتهاكات في السجون التابعة للجيش الأمريكي. أُنتجت قصته في فيلم وثائقي في سنة 2007 بعنوان تاكسي إلى الجانب المُظلم؛ وفاز بعدة جوائز.

## خلفية
ديلاوار هو سائق سيارة أجرة أفغاني يبلغ من العمر 22 عامًا، ومزارع من قرية صغيرة في ولاية خوست في أفغانستان، طوله ما يقارب 5 أقدام، ووزنه 55 كيلو جرام. كان مستقلا سيارته ومعه ثلاثة ركاب، وأوقفته نقطة تفتيش باكستانية واعتقله بدون إبداء أسباب، وتم تسليم الأربعة إلى الجنود الأمريكيين الذين نقلوهم إلى قاعدة بغرام. اتم نقل اثنين من الركاب إلى معتقل غوانتانامو في كوبا؛ وهما عبد الرحيم وزاكم شاه.
أما ديلاوار فحسب التحقيقات تم تعذيبه، وظل مُعلقًا من معصميه في سقف الزنزانة لمدة أربعة أيام، حتى تقطعت أوتار ذراعيه، كما تعرض للضرب الشديد في ساقيه لدرجة أنه كان يحتاج لبترها. وتوفي في 10 ديسمبر 2002.

## التعذيب

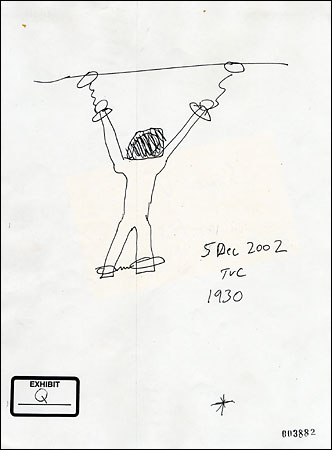
رسم تخيلي قام برسمه الرقيب السابق في الجيش الأمريكي توماس كورتيس يبين كيف تم تعليق ديلاوار بالسلاسل من معصميه في سقف الزنزانة لمدة أربعة أيام.

حسب التحقيقات، فإن طريقة التعذيب كانت على النحو التالي:
- تغطية وجهه ورأسه بالكامل بغطاء أسود، أدى ذلك للحد من قدرته على التنفس.
- ضربات بالعصا على جسده من البطن إلى الركبة.
- أكثر من 100 ركلة في منطقة خلف الركبة.
- سحبه من لحيته.
- ضرب وجهه في الحائط.
- ركلات على الفخذ.
- تعليق ديلاوار بالسلاسل من معصميه في سقف الزنزانة لمدة ساعات طويلة وحرمانه من النوم.
- ضربات على صدره بواسطة حرف منضدة.

## وفاته

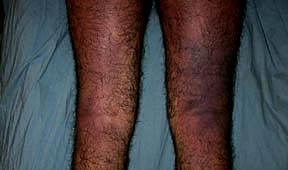
صورة من تشريح الحثة تبين آثار التعذيب على ساقي ديلاوار.

تم تشريح جثته بشكل سريع. وتسربت وثائق داخلية من داخل جيش الولايات المتحدة عن وفاته مؤرخة بتاريخ 12 ديسمبر 2002، قضت بأن وفاته كانت نتيجة مباشرة للاعتداءات والهجمات التي أصيب بها على أيدي المحققين أثناء إقامته في باغرام.
لاحقًا ذكر تقرير التشريح أن ساقيه كانتا تالفتين، لدرجة أنه لو كان قد نجا من الموت لكان من الضروري بتر ساقيه.
تم إنتاج فيلم وثائثي في 2007 عن قصة تعذيبه وموته بعنوان «تاكسي إلى الجانب المُظلم» اعتمادًا على شهادة الوفاة المُسربة، فالرغم من أن القوات الأمريكية كانت لا زالت تنكر واقعة التعذيب.

## اعتراف أحد المحققين
في أغسطس 2005  أقر المحقق متخصص غلينديل ويلز بأنه مذنب، وأنه قام بدفع رأس ديلاوار في الحائط ولم يمنع الجنود من القيام بتعذيبه، وعدم القيام بأي شيء لمنع جنود آخرين من يسيء له.  وتم الحكم عليه بالسجن لمدة شهرين في السجن العسكري بينما هرب الجنديان الآخران، وقد انتقدت هيومن رايتس ووتش هذه الواقعة.

## وصلات خارجية
- Amnesty International 16 July 2003 .
- Karzai Shock at US Afghan 'Abuse' BBC News.
- Army Faltered in Investigating Detainee Abuse
- Editorial: Patterns of Abuse, The New York Times, May 23, 2005.
- U.S. 'Thumbs Its Nose' at Rights, Amnesty Says by Alan Cowell, The New York Times, May 26, 2005.
- Failures of Imagination, Columbia Journalism Review, 2005, issue 5 [وصلة مكسورة]
- US Soldier Jailed in Afghan Abuse BBC News, August 24, 2005.
- Washington Post – Down a Dark Road by Richard Leiby on April 27, 2007